# Kirjú Nanasze
Kirjú Nanasze (木龍 七瀬; Hepburn: Kiryū Nanase) (Kanagava prefektúra, 1989. október 31. vagy 1989. december 31. –) japán válogatott labdarúgó.

## Klub
A labdarúgást a Nippon TV Beleza csapatában kezdte. 2007 és 2013 között a Nippon TV Beleza csapatában játszott. 94 bajnoki mérkőzésen lépett pályára és 25 gólt szerzett. 2014 óta a Sky Blue FC (2014), a Nippon TV Beleza (2014–2015), a Guangdong Haiyin (2016) és az Okayama Yunogo Belle (2017–) csapatában játszott.

## Nemzeti válogatott
2010-ben debütált a japán válogatottban. A japán válogatott tagjaként részt vett a 2014-es Ázsia-kupán. A japán válogatottban 16 mérkőzést játszott.

## Statisztika
| Japán válogatott | Japán válogatott | Japán válogatott |
| Időszak          | Mérk.            | gól              |
| ---------------- | ---------------- | ---------------- |
| 2010             | 3                | 0                |
| 2011             | 0                | 0                |
| 2012             | 2                | 0                |
| 2013             | 1                | 0                |
| 2014             | 10               | 3                |
| Összesen         | 16               | 3                |

## Sikerei, díjai
Japán válogatott
- Ázsia-kupa:  Arany; 2014

Klub
- Japán bajnokság: 2007, 2008, 2010, 2015

Egyéni
- Az év Japán csapatában: 2013